# Автовлак
Автовлак или автомобилен влак – две или повече шарнирно свързани транспортни звена с единна спирачна система (уредба). Състои се от автомобил или влекач, с едно или повече ремаркета или полуремаркета, които извършват съвместна транспортна работа.